# Pojo svenska församling
Pojo svenska församling var en församling i Raseborgs prosteri inom Borgå stift i Evangelisk-lutherska kyrkan i Finland. År 2015 slogs den ihop med Karis svenska församling till Karis-Pojo svenska församling. 